# NGC 2657
NGC 2656 è una galassia a spirale situata nella costellazione del Cancro, a una distanza di circa 213 milioni di anni luce dalla nostra Via Lattea.

## Scoperta
La galassia è stata scoperta il 7 marzo 1885 dall'astronomo francese Édouard Stephan.